# آکر آرکتیک
آکر آرکتیک (انگلیسی: Aker Arctic) شرکت کشتی‌سازی فنلاندی است، که در سال ۲۰۰۴ تأسیس شد.